# Sudoměřice
Sudoměřice är en ort i Tjeckien.   Den ligger i regionen Södra Mähren, i den sydöstra delen av landet, 250 km sydost om huvudstaden Prag. Sudoměřice ligger 182 meter över havet och antalet invånare är 1 206.
Terrängen runt Sudoměřice är platt åt nordväst, men åt sydost är den kuperad. Runt Sudoměřice är det ganska glesbefolkat, med 40 invånare per kvadratkilometer. Närmaste större samhälle är Hodonín, 9,3 km väster om Sudoměřice. Trakten runt Sudoměřice består till största delen av jordbruksmark.